# 페드로 아기레 세르다

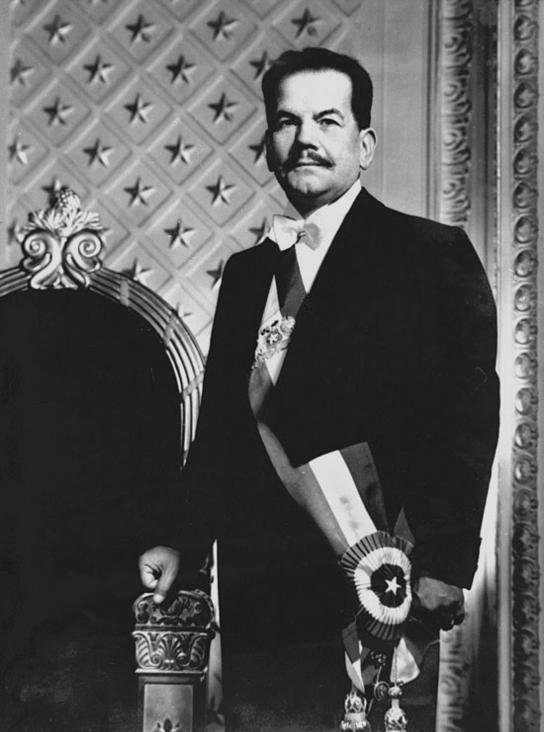
페드로 아기레 세르다

페드로 아기레 세르다(Pedro Aguirre Cerda)는 칠레의 대통령을 지낸 정치인, 교육자, 법조인이다.